# Shawan, Panyu
Shawan (kinesiska: 沙湾) är ett stadsdelsdistrikt (jiedao) i sydöstra Kina. Det ligger i stadsdistriktet Panyu i provinshuvudstaden Guangzhou i provinsen Guangdong, omkring 26 kilometer söder om centrala Guangzhou. Antalet invånare är 25 876. Befolkningen består av 12 361 kvinnor och 13 515 män. Barn under 15 år utgör 20,0 %, vuxna 15-64 år 73 %, och äldre över 65 år 6,0 %.